# Tianhoutempel van Joss House Bay
De Tianhoutempel van Joss House Bay is een taoïstische tempel in Joss House Bay, Sai Kung District, Hongkong. De tempel is gewijd aan Tianhou, de Chinese godin der zee. De tempel, gelegen aan zee werd in 1266 tijdens de Song-dynastie gebouwd. Het gebouw staat op de lijst van beschermde historische erfgoederen graad 1. Het rechterdeel van deze Tianhoutempel bevat een bronzen klok en houten drakenbed. De tempel ligt vlak bij de dorpen Fat Tong Mun 佛堂門 en Po Toi O Tsuen/布袋澳村.